# Summerhouse
Summerhouse — инди-игра, симулятор строительства и уютная игра. Была выпущена в марте 2024 года и разработана независимым немецким разработчиком Фридеманном Алльменрёдером для Windows и macOS. Издателем выступила Future Friends Games. В игре требуется создавать здания и городки, используя строительные и декоративные элементы.
Игровые критики в целом похвалили игру за её визуальную эстетику, темп и открытый дизайн, хотя часть обозревателей указали не недостаток игрового контента.

## Игровой процесс
Summerhouse представляет собой игру-песочницу без целей и концовки. Игрок должен строить как отдельные здания, так и городки без каких либо целей или условий. Для строительства здания, игрок может подбирать строительные блоки, крыши, трубы, двери, окна, декоративные элементы, деревья и кустарники, чтобы свободно их размещать. Игрок может выбрать для строительство одну из четырёх готовых локаций — горы, прерии, город и пустыня. Есть возможность удалять уже поставленные объекты или регулировать глубину элементов по отношению к другим объектам.
Игрок смотрит на здания с плоской проекции и может перемещаться по среде в горизонтальном направлении. В игре есть секреты и разблокируемые функции, включая анимации, добавляемые к определенным объектам с течением времени или секретные блоки, которые становятся доступными при выполнении определённых условий. В игру встроена функция быстрой перемотки, позволяющая игроку просмотреть ход строительства города с самого начала игры.

## Разработка и выход
Summerhouse была создана независимым немецким разработчиком Фридеманном Алльменрёдером, описавшим свою игру, как «любовное послание ностальгии по детским ощущениях в летние каникулы». Трейлер игры был выпущен в декабре 2023 года для мероприятия Wholesome Snack Indie Game Showcase. Игра была выпущена 8 марта 2024 года. Через две недели после выхода было куплено 120000 копий игры, игроки, покупавшие игру, также в основном играли в Islanders, Unpacking, Townscaper или Dorfromantik.

## Восприятие
| Сводный рейтинг    | Сводный рейтинг |
| Агрегатор          | Оценка          |
| ------------------ | --------------- |
| Metacritic         | 76 %            |
| Иноязычные издания |                 |
| Издание            | Оценка          |
| Eurogamer          | 4/5             |
| Hardcore Gamer     | 3/5             |
| TouchArcade        | 4,5/5           |
| GamesHub           | 5/5             |
| Softpedia          | 4/5             |

Summerhouse получила преимущественно положительные оценки со средней оценкой 76 баллов из 100 возможных по оценке агрегатора Metacritic. Критики оценили расслабляющий темп игры и свободный подход к строительству городов. Кристиан Донлан с сайта Eurogamer назвал Summerhouse «гениально умиротворяющей» и заметил, как простота игры оказывает медитативное взаимодействие на игрока. Меганн О’Нил с сайта GamesHub также похвалила игру за её простоту, в том числе простой пользовательский интерфейс. Дженни Лада с сайта Siliconera сравнила игру с дзэном, пассивным опытом, побуждающим «жить настоящим моментом».
Критики однозначно похвалили визуальную составляющую игры и редактор строительства. Кристиан Донлан с сайта Eurogamer был восхищён «бесконечным разнообразием» предметов в разных архитектурных стилях. Кирон Вербрюгге из Press Start похвалил «живописное окружение и очаровательные фоны», от чего игра в Summerhouse ощущается потрясающей. Жасмин Гулд-Уилсон из GamesRadar обнаружил, что разблокируемые анимации добавляют в игру элементы неожиданности и поощряют эксперименты. Вербрюгге заметил, что персонажи добавляют игре глубину, элемент «неожиданного и личного повествования».
Часть рецензентов осталась недовольна слишком поверхностным геймплеем. Томас Кент с сайта Hardcore Gamer заметил, что отсутствие чётких целей может навивать чувство «бесцельности». Дженни Лада с сайта Siliconera пожелала видеть в игре больше инструментов кастомизации, например возможность изменять размеры элементов зданий. В некоторых обзорах также заметили, что хотели бы иметь больше элементов декора для обустройства зданий.